# Двухцилиндровый двигатель

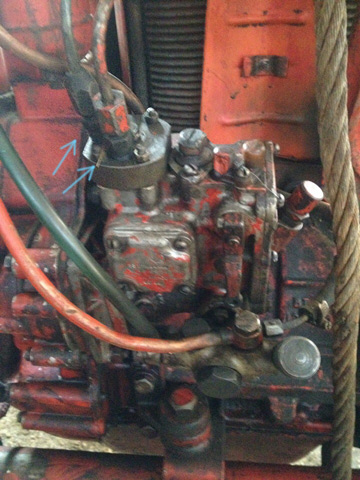
Распределительный ТНВД дизеля Д21А, по расположению штуцеров виден порядок работы цилиндров (через 180 и 540°)

Двухцилиндровый двигатель — поршневой двигатель внутреннего сгорания, имеющий два цилиндра, работающих на общий коленвал. Применяется, как правило, на лёгкой технике — мотоциклах, автомобилях малого класса (например, ВАЗ-1111 «Ока»), лёгких тракторах (напр., Т-25), переносных генераторных установках и т. д.
Двухцилиндровый двигатель может быть выполнен рядным (Т-25, «Ока», мотоцикл Иж Юпитер), V-образным (Харли-Дэвидсон) или оппозитным (мотоциклы «Урал», «Днепр»), быть 4-тактным («Ока», «Урал») или 2-тактным («Юпитер»).
Также двухцилиндровый двигатель, как и двигатели с иным числом цилиндров, может быть дизельным (Т-25) или бензиновым («Ока», мотоциклы), воздушного охлаждения (Т-25, мотоциклы) или жидкостного.

## Уравновешивание двухцилиндрового двигателя
В многоцилиндровом двигателе расположение кривошипов коленвала должно обеспечивать как равномерность хода (вспышек), так и уравновешенность вращающихся и возвратно-поступательно движущихся масс. В рядном 2-цилиндровом 2-тактном двигателе проблем с этим не возникает — при противоположном расположении кривошипов и ходы поршней, и вспышки сдвинуты друг относительно друга на 180°, обеспечивая ровную работу двигателя, что выполнено в двигателе мотоцикла Иж Юпитер. В 2-цилиндровом 4-тактном оппозитном двигателе (Днепр МТ9, Урал М62) проблема уравновешивания также решается расположением кривошипов под углом 180° друг к другу — поршни движутся встречно синхронно, взаимно уравновешиваясь, вспышки происходят через 360°, располагаясь равномерно на круговой диаграмме 4-тактного цикла, составляющей 720°.
При проектировании рядного 4-тактного 2-цилиндрового двигателя рабочий процесс оставляет выбор:
- уравновесить возвратно-поступательно движущиеся массы, взаимно расположив кривошипы под углом 180°, при этом вспышки будут происходить циклично через 180 и 540° (Д21А)
- расположить кривошипы параллельно, при этом вспышки будут происходить равномерно через 360°, но возвратно-поступательно движущиеся массы поршней не будут уравновешены («Ока»).